# جائزة فرنسا الكبرى للدراجات النارية 2005
جائزة فرنسا الكبرى للدراجات النارية 2005 هو سباق دراجات نارية أقيم بتاريخ 15 مايو 2005. كان الجولة الرابعة من أصل 17 في سباق الجائزة الكبرى للدراجات النارية موسم 2005. فاز الإيطالي فالنتينو روسي بفئة الموتو جي بي بينما جاء الإسباني سيت جيبيرنو في المركز الثاني وحصل على المركز الثالث الأمريكي كولين إدواردز.

## وصلات خارجية
- الموقع الرسمي